# Heinrich von Zitzewitz
Heinrich Eugen Wilhelm Graf von Zitzewitz (* 31. August 1925 in Notzkow; † 1. Juni 1998 in Braunschweig) war ein deutscher Maler, Grafiker, Autor und Bildhauer. Er verfasste Zeitungsartikel und Vorträge über kunstgeschichtliche Themen, Vorworte zu Ausstellungskatalogen und kunstpädagogische Schriften sowie Gedichte und literarische Texte.

## Leben
Er stammte aus der pommerschen uradligen Familie Zitzewitz. Seine Eltern waren Wilhelm Graf von Zitzewitz (1896–1946), letzter Herr auf Zitzewitz, hingerichtet als Major in Moskau, und Elisabeth von Puttkamer (1902–2004). Er besuchte die Oberschule in Schlawe und Birklehof, Bestand sein Abitur 1946 in Hannover. Von 1948 bis 1949 absolvierte er eine Ausbildung zum Schauspieler und Regisseur an der Hebbel-Theaterschule in Berlin. 1950 nahm er ein Studium der Bildhauerei und der Malerei an der Berliner Hochschule für Bildende Künste auf, das er 1955 als Meisterschüler abschloss. Anschließend war er als Maler, Grafiker, Bildhauer und Autor tätig. Von 1956 bis 1988 unterrichtete er am Martino-Katharineum Braunschweig als Oberstudienrat. Von 1969 bis 1975 war er daneben Geschäftsführer des Bunds Bildender Künstler in Braunschweig und von 1982 bis 1988 dessen Vorsitzender. Mit Johann-Dietrich Bödeker gab er von 1978 bis 1983 die Satire-Zeitschrift Schmähwinkel heraus. Für die Braunschweiger Zeitung schrieb er die Kolumne „Till geht durch die Stadt“ (gemeint war Till Eulenspiegel), die mit seinen Zeichnungen veröffentlicht wurde und in der er in satirischer Weise politische und administrative Entscheidungen und Missstände in der Stadt aufs Korn nahm.
Zitzewitz stellte seine Werke im In- und Ausland unter dem Namen „Heinrich Eugen“ aus, darunter in der Nationalgalerie in Berlin und im Deutschen Museum für Karikatur und Zeichenkunst Wilhelm Busch in Hannover. Einige seiner Werke befinden sich im Besitz von Museen. Die Jan-Bosco-Kirche in Sycewice (Zitzewitz) stattete er mit einem sechsteiligen Chorwerk, Epitaph und Kanzel aus.
Er vermählte sich 1949 mit der Tanz- und Gymnasiallehrerin Gertraude Niedt (1926–2007). Aus der Ehe wurden zwei Töchter und ein Sohn geboren. 2010 gab seine Tochter Lisaweta von Zitzewitz (1952–2020) die Lebenserinnerungen ihres Vaters unter dem Titel Meister Rose und andere Geschichten heraus.

## Veröffentlichungen
- Hinz und Kunz. Das Querumer Bilderbuch. Band IV. Waisenhaus Buchdruckerei + Verlag, Braunschweig. Ohne Jahresangabe, unpaginiert.
- Swanwitte – eine Sage von der Insel Rügen. Kierst, Meerbusch 1990. ISBN 978-3-940207-31-9.
- Z pędzlem przez Pomorze (Mit dem Pinsel durch Hinterpommern). Sławieński Dom Kultury, Sławno 1998. ISBN 83-904281-4-8.
- Meister Rose und andere Geschichten. Herausgegeben von Lisaweta von Zitzewitz. Thomas Helms Verlag, Schwerin 2010. ISBN 978-3-940207-31-9.